# Contignaco
Contignaco è una frazione del comune di Salsomaggiore Terme, in provincia di Parma.
Della frazione fanno parte le località di Capo Sivizzano, Perdosa e Piè di Via.
La località dista 4,25 km dal capoluogo.

## Geografia fisica
Il borgo sorge sui lievi pendii delle prime colline dell'appennino parmense, destinate prevalentemente a produzioni vitivinicole; nei dintorni si trova anche un campo da golf da 18 buche.

## Storia
La storia della piccola frazione è strettamente connessa a quella dei suoi due castelli medievali, eretti nella prima metà dell'XI secolo dal fondatore il marchese Adalberto I degli Obertenghi, capostipite della casata obertenga-adalbertina del ramo dei Pallavicino, a difesa delle vicine saline di Salsomaggiore.
Nel 1310 i Lupi, espulsi da Parma da Giberto III da Correggio, espugnarono il castello di Gallinella, mentre nel 1315 gli Aldighieri del ramo di Parma, imparentati con gli antenati di Dante Alighieri, attaccarono il castello di Contignaco, impossessandosene.
Nel 1374 il maniero di Gallinella fu riconquistato da Francesco Pallavicino, ma alla sua morte nel 1388 tornò nuovamente a Bonifacio Lupi, che lo lasciò in eredità a Maffeo di Franceschino Petroni. Nel 1421 la fortezza fu assegnata a Rolando il Magnifico, ma nel 1427 fu espugnata da Giovanni Sommi in seguito a un durissimo scontro, noto come "strage di Gallinella"; nel 1432 il duca di Milano Filippo Maria Visconti confiscò il maniero, per restituirlo al Pallavicino. Nel 1441 Niccolò Piccinino attaccò su più fronti lo Stato Pallavicino, costringendo Rolando il Magnifico alla fuga; tutte le sue terre furono incamerate dal Visconti, che nel 1442 ne investì il condottiero. Nel 1448 il Pallavicino si rimpossessò del maniero, che alla sua morte nel 1457 lasciò al figlio Niccolò.
Nel 1537 gli Aldighieri si estinsero con la scomparsa di Gian Matteo e la Camera ducale di Milano attribuì il feudo di Contignaco a Sforza Pallavicino, dal quale pervenne alla sorella Ottavia e infine alla nipote Isabella Gambara. Alla morte di quest'ultima nel 1633, il castello fu assorbito dalla Camera ducale di Parma.
Nel frattempo, nel 1599 il marchese Rolando Pallavicino fu arrestato per volere del duca di Parma Ranuccio I Farnese, che confiscò il feudo di Gallinella; nel 1630 il maniero fu alienato al marchese Alessandro Paveri Fontana, al quale seguì nel 1654 il marchese Alessandro Pallavicino, che morì assassinato; il castello tornò quindi alla Camera ducale.
Nel 1660 il feudo di Contignaco fu elevato al rango di marchesato dal duca Ranuccio II Farnese, il quale lo assegnò alla cugina Anna Maria Farnese di Latera, che lo portò in dote al marito Antonio Maria Terzi, conte di Sissa. In seguito alla morte dell'ultimo discendente maschio dei Terzi di Sissa, nel 1760 il marchesato fu incamerato dalla Camera ducale di Parma e due anni dopo fu alienato dal duca Filippo di Borbone ai marchesi Ponticelli di Sasso; questi ultimi lo mantennero fin verso la metà del XIX secolo, anche in seguito agli editti napoleonici del 1805 relativi all'abolizione dei diritti feudali nel ducato di Parma e Piacenza.
Negli stessi anni il feudo di Gallinella appartenne al podestà Bernardino Romagnosi, ma verso la fine del XVIII secolo passò al conte Cesare Ventura, alla cui morte l'antica fortezza, ormai in rovina, passò al figlio Giovan Battista, che ne mantenne il possesso anche dopo il 1805; il degrado tuttavia aumentò e nel 1828 il castello fu in parte demolito. Il borgo di Gallinella scomparve e la frazione, fino ad allora autonoma all'interno del comune di Salsomaggiore, fu assorbita da quella di Contignaco.

## Monumenti e luoghi d'interesse

### Pieve di San Giovanni Battista

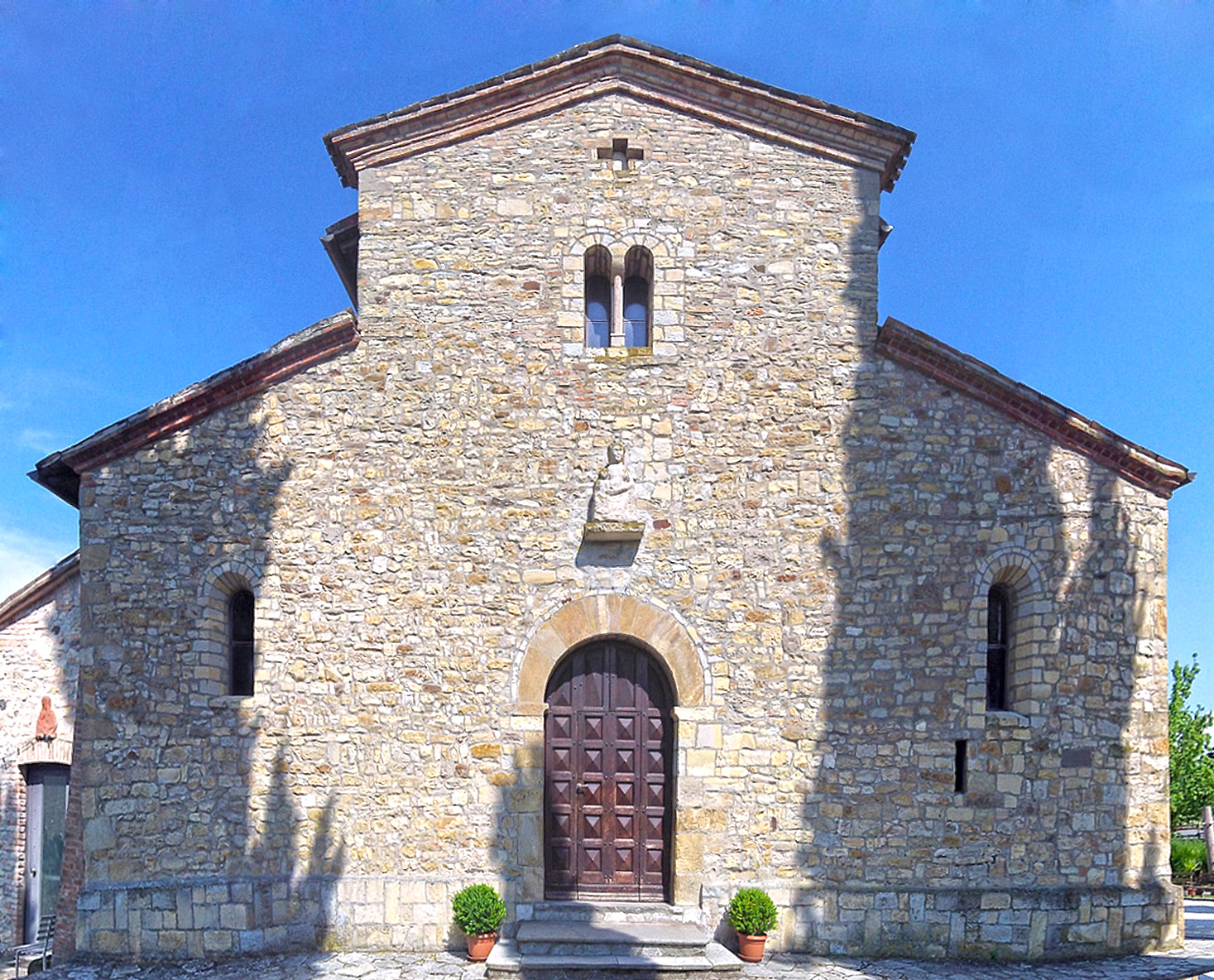
Pieve di San Giovanni Battista

Edificata probabilmente nel XII secolo, la pieve fu fortificata nel 1330 e modificata nel 1391; ristrutturata in stile barocco tra il 1781 e il 1789, fu completamente restaurata nelle originarie forme romaniche a partire dal 1954, riportando alla luce alcuni dei pregevoli affreschi tardo-gotici e rinascimentali che in precedenza decoravano le navate della chiesa.

### Castello di Contignaco

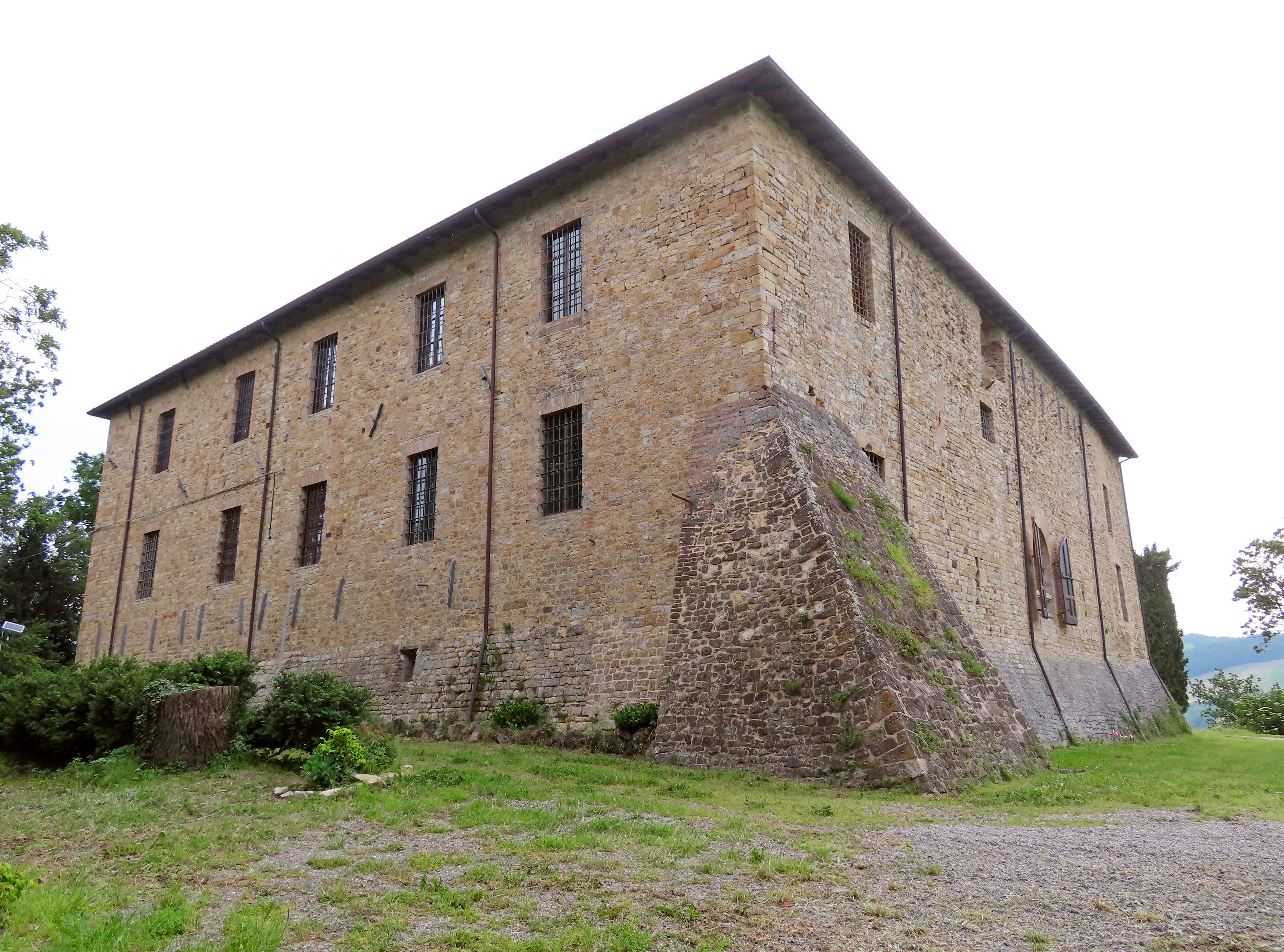
Castello di Contignaco

Edificato nella prima metà dell'XI secolo dal marchese Adalberto I degli Obertenghi, il castello fu conquistato nel 1315 dagli Aldighieri, che ne mantennero il possesso fino al 1537, dopodiché appartenne agli Sforza Pallavicino, ai Terzi e ai Ponticelli; intorno alla metà del XIX secolo il maniero in rovina fu acquistato dal capitano Alberto Leva, che lo ristrutturò trasformandolo in un'azienda agricola specializzata nella produzione di vini; la tenuta fu acquistata agli inizi del XX secolo dalla famiglia Boschi, i cui eredi ne mantengono tuttora il possesso; l'antica fortezza restaurata è ancora dominata dal mastio medievale in pietra, alto più di 30 m.

### Castello di Gallinella

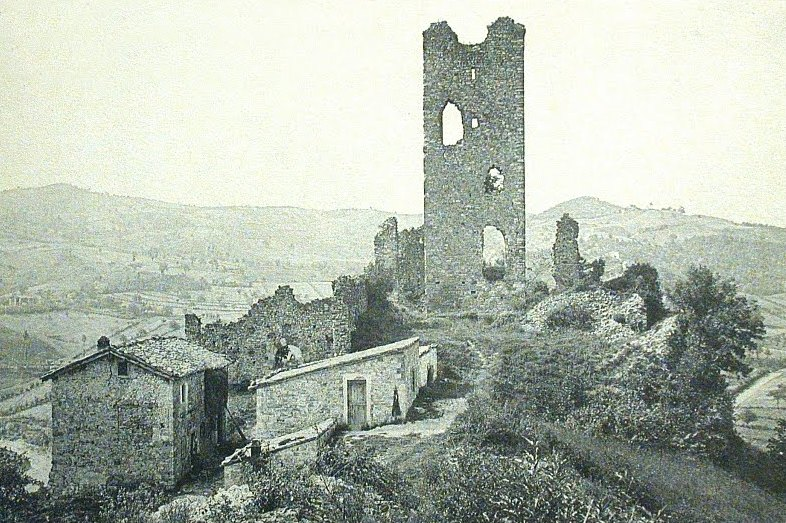
Il castello di Gallinella nel 1920

Innalzato nella prima metà dell'XI secolo sempre dal marchese Adalberto I degli Obertenghi, il castello fu conquistato nel 1310 dai Lupi, che ne mantennero il possesso fino al 1374; dopo alcuni anni di appartenenza a Maffeo Petroni, nel 1421 fu assegnato a Rolando il Magnifico, cui fu sottratto per alcuni anni dapprima da Giovanni Sommi e successivamente da Niccolò Piccinino; confiscato nel 1599 dal duca Ranuccio I Farnese, il maniero fu assegnato nei secoli seguenti al marchese Alessandro Pallavicino, ai marchesi Santi, al podestà Bernardino Romagnosi e infine ai conti Ventura; parzialmente demolita nel 1828, l'antica fortezza in rovina fu quasi completamente distrutta nel 1973, per l'escavazione di una cava; oggi ne rimangono soltanto alcuni ruderi sparsi nella boscaglia.